# مت بارنز
مت بارنز (انگلیسی: Matt Barnes؛ زادهٔ ۹ مارس ۱۹۸۰) بازیکن بسکتبال اهل ایالات متحده آمریکا است. از باشگاه‌هایی که در آن بازی کرده‌است می‌توان به گلدن استیت واریرز، فیلادلفیا سونتی‌سیکسرز، فینیکس سانز، لس آنجلس لیکرز، لس آنجلس کلیپرز، ساکرامنتو کینگز، شیکاگو بولز، ممفیس گریزلیز، نیویورک نیکس، و اورلندو مجیک اشاره کرد. 

## بازیگری
از فیلم‌ها یا برنامه‌های تلویزیونی که وی در آن نقش داشته‌است می‌توان به لاکپشتهای نینجای نوجوان جهش‌یافته: خارج از سایه‌ها اشاره کرد.